# Les Authieux
Les Authieux es una comuna francesa del departamento de Eure, en la región de Normandía.

## Demografía
| 126 | 146 | 149 | 155 | 241 | 229 | 243 | 295 |
| Para los censos de 1962 a 1999 la población legal corresponde a la población sin duplicidades (Fuente: INSEE [Consultar]) |     |     |     |     |     |     |     |